# Cantonul Turriers
Cantonul Turriers este un canton din arondismentul Forcalquier, departamentul Alpes-de-Haute-Provence, regiunea Provence-Alpes-Côte d'Azur, Franța. El este situat în sud-estul Franței.

## Comune
- Bayons
- Bellaffaire
- Faucon-du-Caire
- Gigors
- Piégut
- Turriers (reședință)
- Venterol